# Colin Stanley Gum
Colin Stanley Gum (* 4. Juni 1924; † 29. April 1960 in Zermatt) war ein australischer Astronom, der Emissionsnebel der südlichen Himmelssphäre mit einer Weitfeldkamera katalogisierte.
Gum veröffentlichte im Jahre 1955 eine Studie mit dem Titel A study of diffuse southern H-alpha nebulae, der einen Nebel betraf, der anschließend nach ihm Gum-Nebel benannt wurde. Gum war im Team von Frank John Kerr und Gart Westerhout, die präzise die sog. HI-Linie bei 21-cm-Radiostrahlung im Weltraum bestimmten.
Der Mondkrater Gum wurde ebenfalls nach ihm benannt.